# O Primeiro Musical a Gente Nunca Esquece
O Primeiro Musical a Gente Nunca Esquece é uma peça do teatro musical brasileiro que estreou em 29 de outubro de 2016 no Theatro Net Rio.

## Sinopse
Com duração de 100 minutos, o musical apresenta a história de um casal em crise após vinte anos. O executivo Franco, que só destina sua atenção para a sua agência de propaganda, e a dona de casa Dora, que tenta reconquistar a atenção do marido.

## Elenco
- Marcelo Varzea
- Amanda Acosta
- Bia Montez
- Reiner Tenente
- Hugo Kerth
- Marcelo Ferrari
- Leandro Melo
- Junior Zagotto
- Pedro Arrais
- Leilane Teles
- Fabiana Tolentino
- Debora Polistchuck
- Carol Botelho[2]

## Produção
O conceito de mesclar publicidade com o teatro musical foi da agência CUBOCC:
O musical foi feito com consultoria criativa do publicitário Washington Olivetto. Foi escrito e dirigido por Rodrigo Nogueira. Na trilha sonora foram incluídos 30 jingles (15 brasileiros), além de músicas das obras: Mágico de Oz, Noviça Rebelde e Sweet Charity. Rodrigo Nogueira e Tony Lucchesi fizeram três canções para o musical. O compositor e pianista Lucchesi também trabalhou na direção musical; e com jingles históricos. Também fazem parte da sonorização da obra: Alexandre Queiros (teclado e violão), Diogo Gomes (trompete), Thais Ferreira (violoncelo), Luiz Felipe (violino), Pedro Aune (contrabaixo) e Léo Bandeira (bateria).

## Recepção
Leonardo Torres, em sua crítica para o Teatro em Cena escreveu: "Espetáculo original, 'O Primeiro Musical a Gente Nunca Esquece' mescla clássicos de musicais com jingles de comerciais de TV, o que não tem exatamente muito a ver. São 100 minutos embalados (...) [por jingles publicitários] A proposta, ousada, não nega sua origem mercadológica. (...) Podia ser uma peça apresentada apenas em convenções de executivos, mas o apelo popular é inegável. (...) O texto é raso, mas gracioso e divertido."